# Oxyurostylis lecroyae
Oxyurostylis lecroyae is een zeekommasoort uit de familie van de Diastylidae. De wetenschappelijke naam van de soort is voor het eerst geldig gepubliceerd in 1995 door Roccatagliata & Heard.